# بترا شميت، شالر
بترا شميت، شالر (بالألمانية: Petra Schmidt-Schaller)‏ (و. 1980 – م) هي ممثلة، وممثلة مسرحية، وممثلة أفلام من ألمانيا . ولدت في ماغديبورغ .

## التعليم
تعلمت في جامعة الموسيقى والمسرح في لايبزيغ ‏

## روابط خارجية
- بترا شميت، شالر على موقع IMDb (الإنجليزية)
- بترا شميت، شالر على موقع ميتاكريتيك (الإنجليزية)
- بترا شميت، شالر على موقع روتن توميتوز (الإنجليزية)
- بترا شميت، شالر على موقع مونزينجر (الألمانية)
- بترا شميت، شالر على موقع قاعدة بيانات الأفلام العربية
- بترا شميت، شالر على موقع ألو سيني (الفرنسية)
- بترا شميت، شالر على موقع ميوزك برينز (الإنجليزية)
- بترا شميت، شالر على موقع أول موفي (الإنجليزية)
- بترا شميت، شالر على موقع ديسكوغز (الإنجليزية)
- بترا شميت، شالر على موقع قاعدة بيانات الفيلم (الإنجليزية)